# 東海大橋 (中国)
東海大橋（とうかいだいきょう）は、中華人民共和国上海市浦東新区と、上海市南東の杭州湾海上に建設された洋山深水港とを連絡する橋。2002年6月26日着工、2005年に開通。北は浦東新区（旧南匯区）の滬芦高速道路に接続している。世界で3番目に長い橋（海上の橋としては2番目）。

## 数値
- 総長：32.5キロメートル（海上部約25キロメートル）
- 道路：両側六車線
- 橋面の幅：31.5メートル
- 設計寿命：約100年
- 制限速度：最高80キロメートル/時
- 通航孔：4か所
- 主通航孔：高さ40メートル、幅400メートル

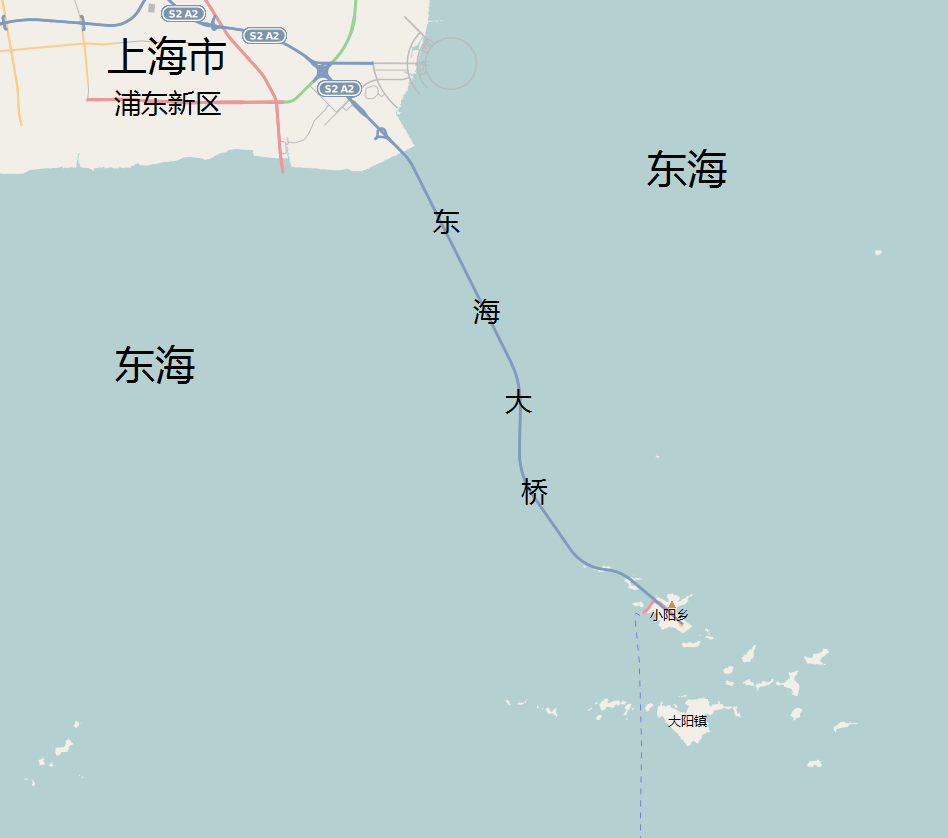
地図